# قائمة رؤساء رومانيا
هذه قائمة تتكون من جميع رؤساء دول رومانيا الحديثة والمعاصرة، منذ تأسيس الإمارات المتحدة في عام 1859 حتى يومنا هذا في أوائل القرن الحادي والعشرين.
رئيس الدولة الحالي، اعتبارًا من 20 أغسطس 2022، هو الرئيس كلاوس يوهانيس، وهو زعيم سابق للمنتدى الديمقراطي للألمان في رومانيا (FDGR / DFDR) لسنوات عديدة، وباختصار، من الحزب الوطني الليبرالي (PNL) في 2014 كذلك. بالإضافة إلى ذلك، يوهانيس هو أول رئيس روماني ينحدر من أقلية عرقية في البلاد، لأنه ينتمي إلى ترانسيلفانيا سكسوني، وبالتالي فهو جزء من الأقلية الألمانية الأوسع في رومانيا.

## الممالك المتحدة(1859-1881)
| دومنيتور | دومنيتور | دومنيتور                                          | دومنيتور              | عهد            | عهد                    | عهد                | مطالبة                                                                                       |
| الرقم    | لَوحَة     | الاسم (الميلاد - الوفاة)                          | منزل                  | بداية عهد      | نهاية عهد              | مدة                | مطالبة                                                                                       |
| -------- | -------- | ------------------------------------------------- | --------------------- | -------------- | ---------------------- | ------------------ | -------------------------------------------------------------------------------------------- |
| 1        |          | ألكسندر يوحنا كوزا 1820–1873 (عاش: 53 عامًا)       | كوزا                  | 24 يناير 1859  | 22 فبراير 1866 (تنازل) | 7 سنوات و29 أيام   | حكم سابقًا كأمير والاشيا ومولدافيا (في اتحاد شخصي من عام 1859 حتى التوحيد الرسمي في عام 1862) |
| —        |          | لاسكار قاطرجي 1823–1899 (عاش: 75 عامًا)            | —                     | 22 فبراير 1866 | 20 أبريل 1866          | 57 أيام            | الملازم الأميري [locotenența domnească (1866)]                                               |
| —        |          | فريق أول نيكولاى جوليسكو 1810–1877 (عاش: 67 عامًا) | —                     | 22 فبراير 1866 | 20 أبريل 1866          | 57 أيام            | الملازم الأميري [locotenența domnească (1866)]                                               |
| —        |          | عقيد نيكولاى هارالامبى 1835–1908 (عاش: 72 سنة)    | —                     | 22 فبراير 1866 | 20 أبريل 1866          | 57 أيام            | الملازم الأميري [locotenența domnească (1866)]                                               |
| 2        |          | كارول الأول 1839–1914 (عاش: 75 سنة)               | هوهنتسولرن زيغمارينغن | 20 أبريل 1866  | 15 مارس 1881           | 14 سنوات و329 أيام | استفتاء عام 1866                                                                             |

## مملكة رومانيا(1881-1947)
| الملك | الملك | الملك                                                  | الملك                 | عهد            | عهد                    | عهد                | مطالبة                    |
| الرقم | لَوحَة  | الاسم (الميلاد - الوفاة)                               | منزل                  | بداية عهد      | نهاية عهد              | الوقت في المكتب    | مطالبة                    |
| ----- | ----- | ------------------------------------------------------ | --------------------- | -------------- | ---------------------- | ------------------ | ------------------------- |
| (2)   |       | كارول الأول 1839–1914 (عاش: 75 سنة)                    | هوهنتسولرن زيغمارينغن | 15 مارس 1881   | 10 أكتوبر 1914         | 33 سنوات و209 أيام | حكم سابقا باسم دومنيتور   |
| 3     |       | فرديناند الأول ملك رومانيا 1865–1927 (عاش: 61 سنة)     | هوهنتسولرن زيغمارينغن | 10 أكتوبر 1914 | 20 يوليو 1927          | 12 سنوات و283 أيام | ابن شقيق كارول الأول      |
| 4     |       | ميخائيل ملك رومانيا 1921–2017 (عاش: 96 سنة)            | هوهنتسولرن زيغمارينغن | 20 يوليو 1927  | 8 يوليو 1930 (مخلوع)   | 2 سنوات و323 أيام  | حفيد فرديناند الأول       |
| —     |       | الأمير نيكولاس 1903–1978 (عاش: 74 سنة)                 | هوهنتسولرن زيغمارينغن | 20 يوليو 1927  | 8 يوليو 1930 (استقال)  | 2 سنوات و323 أيام  | مجلس الوصاية لمايكل الأول |
| —     |       | البطريرك ميرون كريستيا 1868–1939 (عاش: 70 سنة)         | —                     | 20 يوليو 1927  | 8 يوليو 1930 (استقال)  | 2 سنوات و323 أيام  | مجلس الوصاية لمايكل الأول |
| —     |       | جورجي بوزدوجان 1867–1929 (عاش: 62 سنة)                 | —                     | 20 يوليو 1927  | 7 أكتوبر 1929 (مات)    | 2 سنوات و79 أيام   | مجلس الوصاية لمايكل الأول |
| —     |       | قسطنطين ساراتشينو [الإنجليزية] 1862–1935 (عاش: 72 سنة) | —                     | 9 أكتوبر 1929  | 8 يوليو 1930 (استقال)  | 242 أيام           | مجلس الوصاية لمايكل الأول |
| 5     |       | كارول الثاني 1893–1953 (عاش: 59 سنة)                   | هوهنتسولرن زيغمارينغن | 8 يوليو 1930   | 6 سبتمبر 1940 (تنازل)  | 10 سنوات و90 أيام  | ابن فرديناند الأول        |
| (4)   |       | ميخائيل ملك رومانيا 1921–2017 (عاش: 96 سنة)            | هوهنتسولرن زيغمارينغن | 6 سبتمبر 1940  | 30 ديسمبر 1947 (تنازل) | 7 سنوات و115 أيام  | ابن كارول الثاني          |
| —     |       | مارشال يون أنتونيسكو 1882–1946 (عاش: 63 سنة)           | —                     | 6 سبتمبر 1940  | 23 أغسطس 1944 (مخلوع)  | 3 سنوات و352 أيام  | الزعيم مع مايكل الأول     |

## جمهورية رومانيا الشعبية / جمهورية رومانيا الاشتراكية(1947–1989)
الحالة
| رئيس الدولة | رئيس الدولة    | رئيس الدولة                                 | الوقت في المنصب | الوقت في المنصب    | الوقت في المنصب                        | الوقت في المنصب                  | الحزب السياسي     | المنصب                                 |
| الرقم       | الصورة         | الإسم (الميلاد- الوفاة)                     | انتخاب          | تولى منصبه         | ترك المكتب                             | الوقت في المكتب                  | الحزب السياسي     | المنصب                                 |
| ----------- | -------------- | ------------------------------------------- | --------------- | ------------------ | -------------------------------------- | -------------------------------- | ----------------- | -------------------------------------- |
| 6           |                | قسطنطين ايون بارهون 1874–1969 (عاش: 94 سنة) | 1947            | 30 ديسمبر 1947     | 13 أبريل 1948                          | 105 أيام                         | حشر               | رئيس الهيئة الرئاسية المؤقتة للجمهورية |
| 6           | 1948           | قسطنطين ايون بارهون 1874–1969 (عاش: 94 سنة) | 13 أبريل 1948   | 12 يونيو 1952      | 4 سنوات و60 أيام                       | رئيس هيئة الجمعية الوطنية الكبرى | حشر               |                                        |
| 7           |                | بيترو جروزا 1884–1958 (عاش: 73 سنة)         | 1952            | 12 يونيو 1952      | 7 يناير 1958 (Died)                    | رئيس هيئة الجمعية الوطنية الكبرى | 5 سنوات و209 أيام | جب (1952–1953) مستقل (1953–1958)       |
| —           |                | ميخائيل سادوفينو 1880–1961 (عاش: 80 سنة)    | —               | 7 يناير 1958       | 11 يناير 1958                          | 4 أيام                           | حشر               | رؤساء هيئة الجمعية الوطنية الكبرى      |
| —           |                | انطون مويسيسكو 1913–2002 (عاش: 88 سنة)      | —               | 7 يناير 1958       | 11 يناير 1958                          | 4 أيام                           | حشر               | رؤساء هيئة الجمعية الوطنية الكبرى      |
| 8           |                | أيون جورجي مورير 1902–2000 (عاش: 97 سنة)    | 1958            | 11 يناير 1958      | 21 مارس 1961                           | 3 سنوات و69 أيام                 | حشر               | رئيس هيئة الجمعية الوطنية الكبرى       |
| 9           |                | جورج جورجيو ديج 1901–1965 (عاش: 63 سنة)     | 1961            | 21 مارس 1961       | 19 مارس 1965 (مات)                     | 3 سنوات و363 أيام                | حشر               | رئيس مجلس الدولة                       |
| —           |                | أيون جورجي مورير 1902–2000 (عاش: 97 سنة)    | —               | 19 مارس 1965       | 24 مارس 1965                           | 5 أيام                           | حشر               | رؤساء مجلس الدولة                      |
| —           |                | ستيفان فويتيك 1900–1984 (عاش: 84 سنة)       | —               | 19 مارس 1965       | 24 مارس 1965                           | 5 أيام                           | حشر               | رؤساء مجلس الدولة                      |
| —           |                | أفرام بوناسيو 1909–1983 (عاش: 73 سنة)       | —               | 19 مارس 1965       | 24 مارس 1965                           | 5 أيام                           | حشر               | رؤساء مجلس الدولة                      |
| 10          |                | شيفو ستويكا 1908–1975 (عاش: 68 سنة)         | 1965            | 24 مارس 1965       | 9 ديسمبر 1967 (استقال)                 | 2 سنوات و260 أيام                | حشر               | رئيس مجلس الدولة                       |
| 11          |                | نيكولاي تشاوتشيسكو 1918–1989 (عاش: 71 سنة)  | 1967            | 9 ديسمبر 1967      | 22 ديسمبر 1989 (الثورة الرومانية 1989) | 22 سنوات و13 أيام                | حشر               | رئيس مجلس الدولة                       |
| 11          | 1974 1980 1985 | نيكولاي تشاوتشيسكو 1918–1989 (عاش: 71 سنة)  | 28 مارس 1974    | 15 سنوات و269 أيام | 22 ديسمبر 1989 (الثورة الرومانية 1989) | رئيس رومانيا                     | حشر               |                                        |

### الأمين العاملـحزب العمال الروماني / الحزب الشيوعي الروماني
| الأمين العام | الأمين العام  | الأمين العام                               | الوقت في المنصب                        | الوقت في المنصب        | الوقت في المنصب    | المنصب                                 |
| الرقم        | الصورة        | الإسم (الميلاد- الوفاة)                    | تولى منصبه                             | ترك المكتب             | الوقت في المنصب    | المنصب                                 |
| ------------ | ------------- | ------------------------------------------ | -------------------------------------- | ---------------------- | ------------------ | -------------------------------------- |
| 1            |               | جورج جورجيو ديج 1901–1965 (عاش: 63 سنة)    | 16 أكتوبر 1945                         | 19 أبريل 1954          | 8 سنوات و185 أيام  | الأمين العام لـ الحزب الشيوعي الروماني |
| 1            | فبراير 1948   | جورج جورجيو ديج 1901–1965 (عاش: 63 سنة)    | الأمين العام لـ حزب العمال الروماني    | 19 أبريل 1954          | 8 سنوات و185 أيام  |                                        |
| 2            |               | غيورغي أبوستول 1913–2010 (عاش: 97 سنة)     | 19 أبريل 1954                          | 30 سبتمبر 1955         | 1 سنة و164 أيام    | السكرتير الأول لـ حزب العمال الروماني  |
| (1)          |               | جورج جورجيو ديج 1901–1965 (عاش: 63 سنة)    | 30 سبتمبر 1955                         | 19 مارس 1965 (مات)     | 9 سنوات و170 أيام  | السكرتير الأول لـ حزب العمال الروماني  |
| 3            |               | نيكولاي تشاوتشيسكو 1918–1989 (عاش: 71 سنة) | 22 مارس 1965                           | 22 ديسمبر 1989 (مخلوع) | 24 سنوات و275 أيام | السكرتير الأول لـ حزب العمال الروماني  |
| 3            | 24 يوليو 1965 | نيكولاي تشاوتشيسكو 1918–1989 (عاش: 71 سنة) | الأمين العام لـ الحزب الشيوعي الروماني | 22 ديسمبر 1989 (مخلوع) | 24 سنوات و275 أيام |                                        |

## رومانيا المعاصرة(1989 إلى الوقت الحاضر)
يحظر دستور رومانيا على الرئيس أن يكون عضوًا في أي حزب أثناء توليه منصبه. تمثل الأحزاب المدرجة أدناه الانتماء السياسي قبل اعتماد دستور 1991 والانتماء الحزبي إلى مؤقت (أي التمثيل) الرؤساء، الذين لم ينص القانون صراحة على مثل هذا القيد.
الحالة
| رئيس الدولة | رئيس الدولة | رئيس الدولة                                           | الوقت في المنصب      | الوقت في المنصب        | الوقت في المنصب           | الوقت في المنصب                 | الحزب السياسي     | المنصب                                    |
| الرقم       | الصورة      | الإسم (الميلاد- الوفاة)                               | انتخاب               | تولى منصبه             | ترك المكتب                | الوقت في المكتب                 | الحزب السياسي     | المنصب                                    |
| ----------- | ----------- | ----------------------------------------------------- | -------------------- | ---------------------- | ------------------------- | ------------------------------- | ----------------- | ----------------------------------------- |
| —           |             | مجلس جبهة الإنقاذ الوطني المتحدث الرسمي: إيون إيليسكو | —                    | 22 ديسمبر 1989         | 26 ديسمبر 1989            | 4 أيام                          | جإو               | رئيس الدولة الجماعي                       |
| 12          |             | إيون إيليسكو من مواليد 1930 (95 سنة)                  | -                    | 26 ديسمبر 1989         | 6 شباط (فبراير) 1990      | 42 أيام                         | جإو               | رئيس مجلس جبهة الإنقاذ الوطني             |
| 12          | 1990        | إيون إيليسكو من مواليد 1930 (95 سنة)                  | 6 شباط (فبراير) 1990 | 20 حزيران (يونيو) 1990 | 134 أيام                  | رئيس مجلس الوحدة الوطنية المؤقت | جإو               |                                           |
| 12          | 1990        | إيون إيليسكو من مواليد 1930 (95 سنة)                  | 20 يونيو 1990        | 7 أبريل 1992           | 1 سنة و292 أيام           | رئيس رومانيا                    | جإو               |                                           |
|             | 1990        | إيون إيليسكو من مواليد 1930 (95 سنة)                  | 7 أبريل 1992         | 11 أكتوبر 1992         | 187 أيام                  | رئيس رومانيا                    | جإود              |                                           |
|             | 1992        | إيون إيليسكو من مواليد 1930 (95 سنة)                  | 11 أكتوبر 1992       | 29 نوفمبر 1996         | 4 سنوات و49 أيام          | رئيس رومانيا                    | حدا               |                                           |
| 13          |             | إميل كونستانتينسكو مواليد 1939 (85 سنة)               | 1996                 | 29 نوفمبر 1996         | 20 ديسمبر 2000            | رئيس رومانيا                    | 4 سنوات و21 أيام  | حفودم                                     |
| (12)        |             | إيون إيليسكو مواليد 1930 (95 سنة)                     | 2000                 | 20 ديسمبر 2000         | 20 ديسمبر 2004            | رئيس رومانيا                    | 4 سنوات و0 أيام   | حدا                                       |
| 14          |             | ترايان باسيسكو مواليد 1951 (73 سنة)                   | 2004                 | 20 ديسمبر 2004         | 20 أبريل 2007 (سحب الثقة) | رئيس رومانيا                    | 2 سنوات و121 أيام | حد                                        |
| —           |             | نيكولاى فاكارويو مواليد 1943 (81 سنة)                 | —                    | 20 أبريل 2007          | 23 مايو 2007              | 33 أيام                         | حدا               | بالنيابة رئيس رومانيا (كرئيس مجلس الشيوخ) |
| (4)         |             | ترايان باسيسكو مواليد 1951 (73 سنة)                   | 2009                 | 23 مايو 2007 (أعيد)    | 10 July 2012 (سحب الثقة)  | 5 سنوات و48 أيام                | حد                | رئيس رومانيا                              |
| —           |             | كرين انتونيسكو مواليد 1959 (65 سنة)                   | —                    | 10 يوليو 2012          | 27 أغسطس 2012             | 48 أيام                         | حلقر              | بالنيابة رئيس رومانيا (كرئيس مجلس الشيوخ) |
| (4)         |             | ترايان باسيسكو مواليد 1951 (73 سنة)                   | —                    | 27 أغسطس 2012 (أعيد)   | 21 ديسمبر 2014            | 2 سنوات و116 أيام               | حدل               | رئيس رومانيا                              |
| 15          |             | كلاوس يوهانيس مواليد 1959 (66 سنة)                    | 2014 2019            | 21 ديسمبر 2014         | 12 فبراير 2025            | 10 سنوات و53 أيام               | حلقر              | رئيس رومانيا                              |
| —           |             | إيلي بولوجان مواليد 1969 (65 سنة)                     | —                    | 12 فبراير 2025         | 26 مايو 2025              | 103 أيام                        | حلقر              | بالنيابة رئيس رومانيا                     |
| 16          |             | نيكوشور دان (مواليد 1969)                             | 26 مايو 2025         | الحالي                 | 20 أيام                   | 2025                            | مستقل             | رئيس رومانيا                              |

## معرض صور

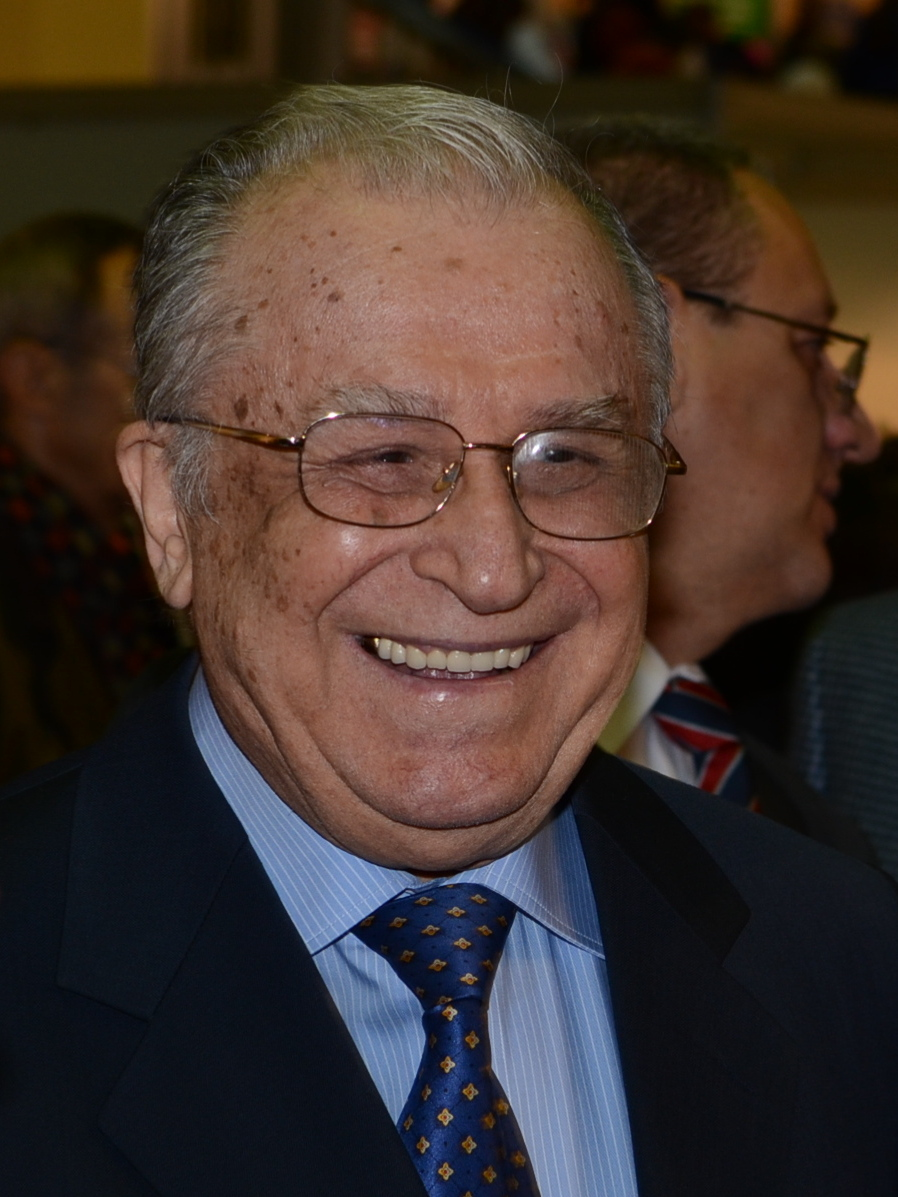
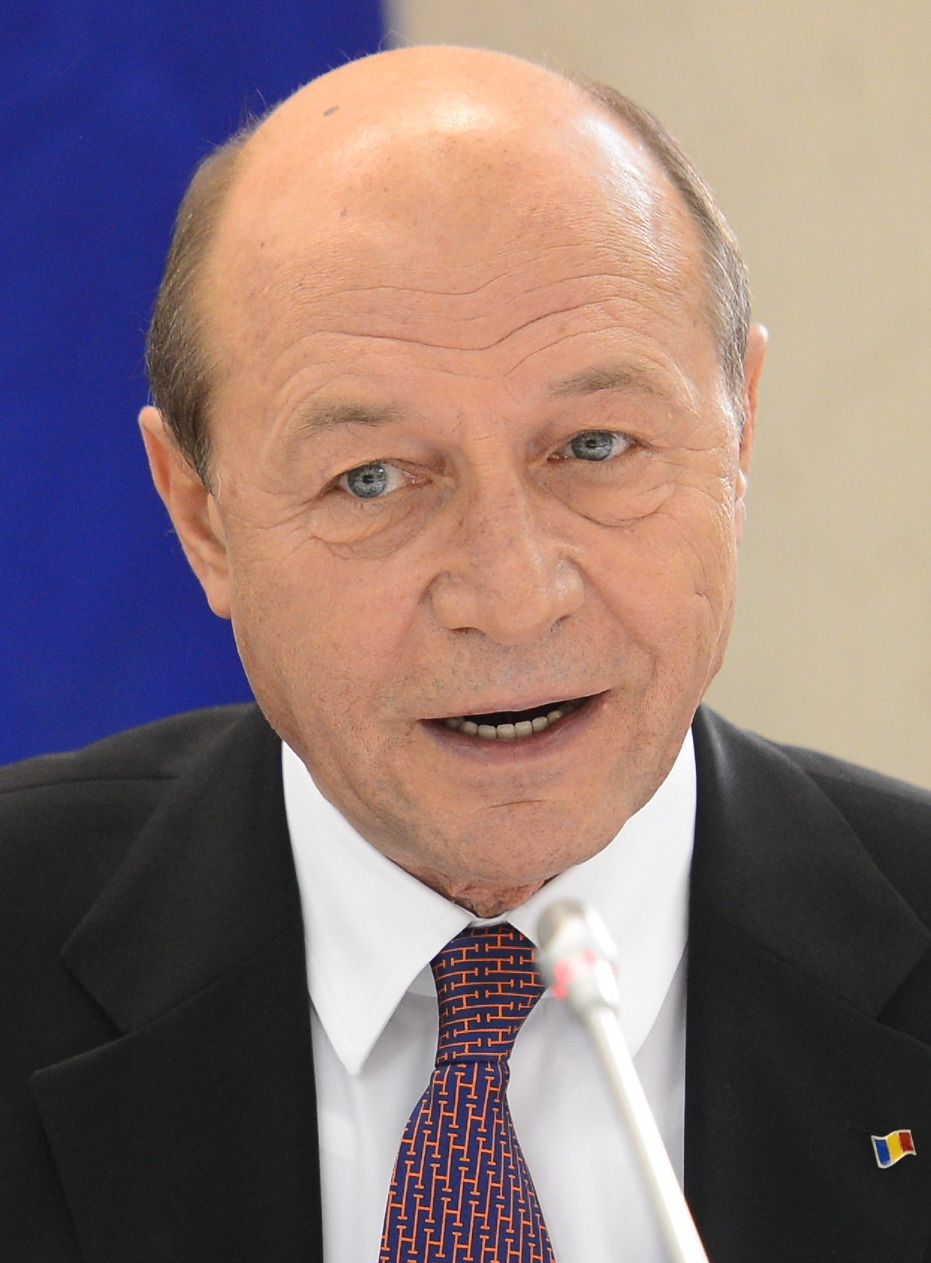
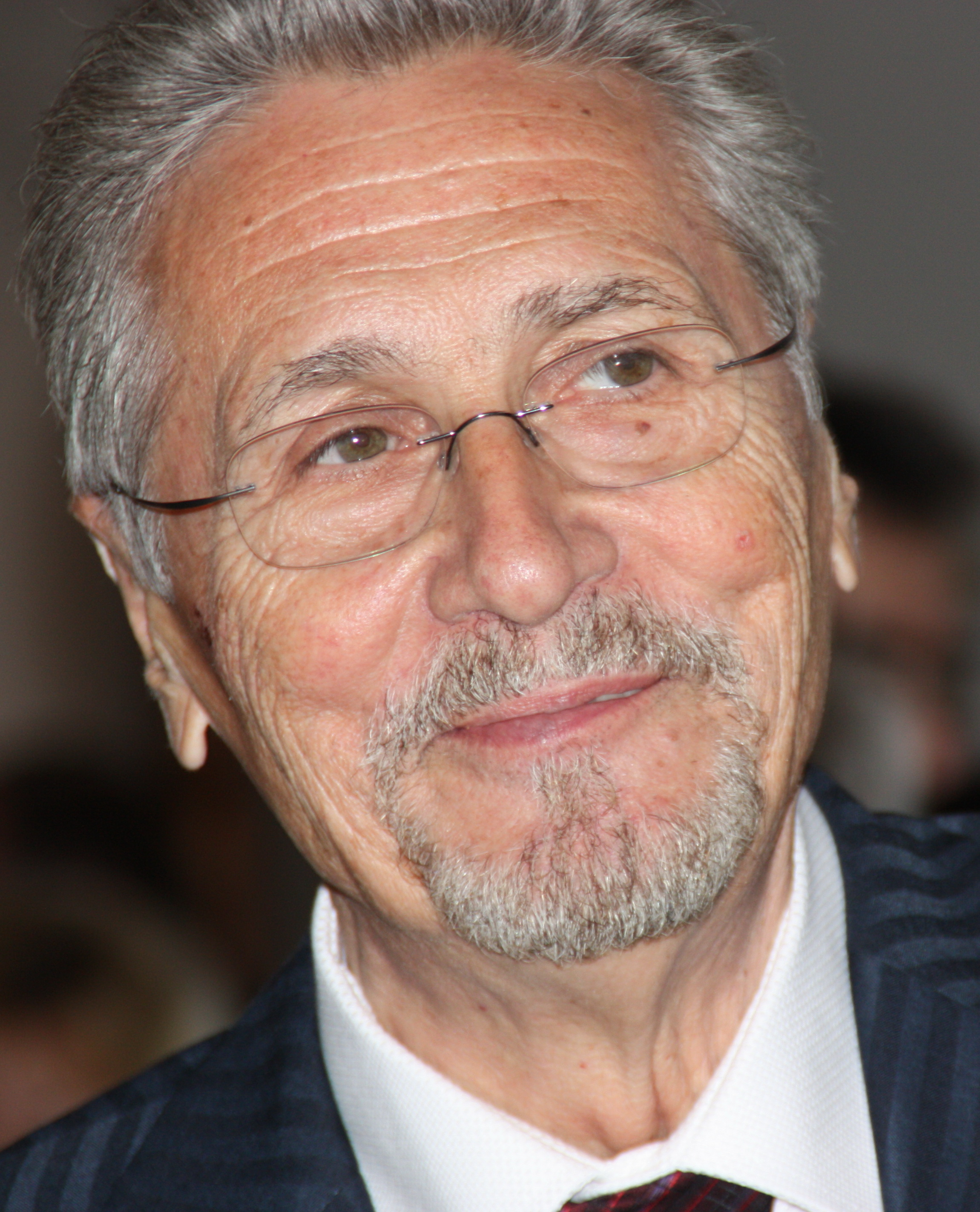